# Västersjön (Hova socken, Västergötland)
Västersjön är en sjö i Gullspångs kommun i Västergötland och ingår i Göta älvs huvudavrinningsområde.